# Krystyna Wiśniewska
Krystyna Wiśniewska (ur. 7 marca 1954 w Łodzi) – polska aktorka dubbingowa i teatralna.
Jest absolwentką Wydziału Aktorskiego PWSFTViT im. L. Schillera w Łodzi, a także aktorką Teatru Śląskiego.

## Polski dubbing

### Seriale
- 2006: Wendy Wu
- 2003: Sonic X – Ella
- 2002–2006: Dziwne przypadki w Blake Holsey High –
  - dyrektor Amanda Durst,
  - uczennice (odc. 6, 9-10, 12-13),
  - Josie Trent (jedna scena – błąd dubbingu, odc. 16),
  - dyrektor Amanda Durst (lustrzany wymiar) (odc. 23),
  - pani dyrektor Durst (1879) (odc. 38)
- 2002: Prosiaczkowo – Trisch
- 2001: Nowe przygody Lucky Luke’a
- 2001: Odlotowe agentki –
  - Clover,
  - Różne głosy
- 2000: Wunschpunsch –
  - Tyrania,
  - Ciocia Noe,
  - Pani Cosey,
  - Różne głosy